# Yan Thomas
Pour les articles homonymes, voir Thomas.
Yan Thomas, né le 9 février 1943 à Alger et mort le 11 septembre 2008 au Chesnay, est un juriste et historien du droit français. 

## Biographie
Il a été membre de l'École française de Rome (1980-1983), professeur d'histoire du droit à l'université de Rouen, puis, de 1989 à sa disparition, directeur d'études à l'École des hautes études en sciences sociales et directeur du Centre d'études des normes juridiques, centre qui a aujourd'hui disparu. 
Il étudie les catégories et les méthodes du droit, de l'Antiquité romaine au monde contemporain (il a notamment pris position dans le débat sur l'arrêt Perruche autour du « droit à ne pas naître »). Il a été le disciple d'André Magdelain et a été proche de Pierre Legendre. Ses travaux ont notamment inspiré l'œuvre du philosophe italien Giorgio Agamben.
Il a créé, avec Nicole Loraux, la collection « L'Antiquité au présent » aux Éditions Belin.
Le "Fonds de documentation Yan Thomas pour l’étude des normes juridiques" composé d'environ 1500 volumes principalement de droit romain, d'histoire du droit et d'histoire de l'antiquité, auxquels s’ajoutent environ 4500 thèses de droit, de science politique et d’économie, publiées en France entre 1924 et 1967, est désormais accueilli par le Laboratoire interdisciplinaire d'études des réflexivités - Fonds Yan Thomas (LIER-FYT, UMR 8065). Il est possible de le consulter en se rapprochant du laboratoire.

## Ouvrages
- Thomas (Yan), Causa : sens et fonction d'un concept dans le langage du droit romain, Thèse de droit soutenue en 1976 à l'Université Paris II, 634 p., 2 vol.
- Olivier Cayla et Yan Thomas, Du droit de ne pas naître : À propos de l'affaire Perruche, Paris, Gallimard, coll. « Le Débat », 2002, 175 p. (ISBN 978-2-07-076420-4)
- Yan Thomas, Les opérations du droit, Paris, Le Seuil, coll. « Hautes études », 2011, 368 p. (ISBN 978-2-02-102258-2)
- Yan Thomas, La Mort du père : Sur le crime de parricide à Rome, Paris, Albin Michel, 2017, 288 p. (ISBN 978-2-226-31487-1)
- Yan Thomas, « Fictio legis : L’empire de la fiction romaine et ses limites médiévales », Droits, no 21,‎ 1995, p. 17-63
- Yan Thomas, « Le sujet de droit, la personne et la nature : sur la critique contemporaine du sujet de droit », Le Débat, no 100,‎ mai-août 1998, p. 85-107 (DOI 10.3917/deba.100.0085)
- Yan Thomas, « Res, chose et patrimoine : Note sur le rapport sujet-objet en droit romain », Archives de Philosophie du Droit, no 25,‎ 1980, p. 413-426